# Santi Cosma e Damiano (Nápoly)
A Santi Cosma e Damiano egy nápolyi templom. 1695-ben kezdték el építeni a ma már a városhoz tartozó Secondigliano településen, a 17. század végi gyakori földmozgások után. A földrengések megrongálták a helyén álló 8. századi templomot, emiatt is szükség volt egy új épület megépítésére. A templom 1704-re készült el. A templom értékes műalkotása a Nicola Fumo által 1692-ben készített orgona.